# Koszmar z ulicy Wiązów II: Zemsta Freddy’ego
Koszmar z ulicy Wiązów II: Zemsta Freddy’ego (ang. A Nightmare on Elm Street Part 2: Freddy’s Revenge; inne tłum. Nocne Mary II: Zemsta Freda, Zmora z Elm Street 2: Zemsta Freddy'ego ) – amerykański film fabularny (horror) z 1985 roku. Sequel kultowej produkcji Wesa Cravena, Koszmaru z ulicy Wiązów (1984), drugi segment filmowej serii pod tym samym tytułem.

## Fabuła
Od wydarzeń przedstawionych w pierwszej części serii mija pięć lat. Do posiadłości, w której mieszkali Thompsonowie, wprowadza się rodzina Walshów – matka, ojciec, ekscentryczny syn i urocza córka. Głowa rodziny, Ken Walsh, ukrywa przed bliskimi mroczną tajemnicę rezydencji, lecz nastoletni Jesse zaczyna miewać senne koszmary, w których objawia mu się ta sama postać, co Tinie Gray – posępny Freddy Krueger. Lisa, przyjaciółka Jessego ze szkoły, znajduje pamiętnik poprzedniej lokatorki, z którego dowiaduje się o jej problemach z koszmarami. Tymczasem Freddy obiera Jessego na swojego następcę, który zabił jego kolegę, oraz chciał zabić jego dziewczynę.

## Obsada
- Mark Patton – Jesse Walsh
- Kim Myers – Lisa Webber
- Robert Rusler – Ron Grady
- Clu Gulager – Ken Walsh
- Hope Lange – Cheryl Walsh
- Sydney Walsh – Kerry
- Marshall Bell – trener Schneider
- Melinda O. Fee – pani Webber
- Tom McFadden – pan Webber
- Christie Clark – Angela Walsh
- Robert Englund – Freddy Krueger

## Odbiór

### Odbiór komercyjny
Na całym świecie Koszmar z ulicy Wiązów II: Zemsta Freddy’ego zarobił 29 999 213 dolarów amerykańskich. Budżet filmu wynosił zaledwie trzy miliony dolarów.

### Krytyka
Film zebrał głównie negatywne opinie ze strony krytyków. Twórcom zarzucono kierowanie serii (której elementem jest Zemsta Freddy’ego) w zupełnie odmiennej wobec pierwowzoru stronie. Główny antagonista, Freddy Krueger, pierwotnie skupiał się na nękaniu nastoletnich mieszkańców ulicy Wiązów w ich snach oraz ich eliminacji, w sequelu z kolei dopuszcza się stochastycznych zbrodni, mordując (efektownie) osoby spoza kręgu cierpiących na koszmary senne. Mordy popełnia także w realnym świecie. W przeciwieństwie do oryginału, w Zemście Freddy’ego tytułowy antybohater nie został ukazany jako tajemniczy, pełen grozy upiór – jaki to patent wykorzystano w filmie Cravena – lecz jako duch przejaskrawiony i ironiczny. Zarówno fani części pierwszej jak i krytycy nie przyjęli także pozytywnie wątku „wysługiwania się” Freddy’ego Jessem Walshem. Ze znacznie lepszym odbiorem niźli drugi element serii Koszmar z ulicy Wiązów spotkała się trzecia jej odsłona, która wiernie kontynuowała wątek przedstawiony w pierwowzorze (Craven napisał doń scenariusz) oraz przywróciła postaci w nim poznane: Nancy Thompson i jej ojca, porucznika Dona Thompsona.

### Homoerotyzm filmu
Komentatorzy filmu nierzadko dostrzegają w nim homoerotyczną tematykę. Niektórzy twierdzą, że istnieje podtekst, wedle którego protagonista Jesse Walsh jest gejem, zawzięcie hamującym swoją homoseksualność (orientacja Jessego nigdy nie została oficjalnie zadeklarowana). Wątków gejowskich w kręgu bohatera można doszukać się więcej:
1. Pewnego parnego wieczoru Jesse wybiera się do baru, w którym spotykają się biseksualiści i fetyszyści[potrzebny przypis]. Wówczas napotyka na swojej drodze pana Schneidera, nauczyciela wychowania fizycznego w swojej szkole. Według niektórych spekulacji, Schneider i Walsh uprawiają następnie przygodny seks (w jednej z kolejnych scen rygorystyczny trener nakazuje bowiem Jessemu wziąć prysznic).
2. Sama postać trenera Schneidera jest w wierzeniach uczniów homo- lub biseksualna.
3. W scenie podczas przyjęcia domowego Jesse, po nieudanym stosunku płciowym z przyjaciółką, Lisą, natychmiastowo wybiera się do licealnego kolegi, Grady’ego, oraz postanawia spędzić u niego noc.
4. Kolejna scena stawia orientację Jessego w jeszcze bardziej niedwuznacznym świetle. Walsh stwierdza podczas jej trwania, że „coś stara się dostać do wnętrza jego ciała”. Obnażony Grady odpowiada: „Tak, a twoja żeńska koleżanka czeka na ciebie w domu, podczas gdy ty chcesz spać ze mną”.

Reżyser filmu, Jack Sholder, zadeklarował, że nigdy nie zamierzał stworzyć w filmie aury homoerotycznej, wyznał wszak, iż ją zauważył.